# Der Verrat des Surat Khan
Der Verrat des Surat Khan (alternativer TV-Titel: Die Attacke der leichten Brigade, im Original The Charge of the Light Brigade) ist ein US-amerikanischer Abenteuerfilm vor historischem Hintergrund von Michael Curtiz aus dem Jahre 1936. Das Drehbuch basiert sehr frei auf der historischen Attacke der Leichten Brigade und dem Gedicht von Alfred Lord Tennyson. Die Erstaufführung in Deutschland fand am 24. Oktober 1950 statt. Eine 25 Minuten längere Fernsehfassung erschien am 14. Oktober 1989 im ZDF unter dem Titel Die Attacke der leichten Brigade.

## Handlung
1854 sind Captain Geoffrey Vickers und sein Bruder Captain Perry Vickers in Calcutta stationiert. Bei einer diplomatischen Mission rettet Geoffrey dem Stammesfürsten Surat Khan das Leben, als dieser von einem Leoparden angegriffen wird. In Calcutta hat sich inzwischen seine Verlobte Elsa Campbell in seinen jüngeren Bruder verliebt. Dieser erzählt Geoffrey davon bei dessen Rückkehr. Der aber glaubt nur an eine einseitige Liebe seines Bruders. Surat Khan trifft ebenfalls in Calcutta ein und deutet den Briten an, im Great Game auf die russische Seite zu wechseln. Noch bevor Elsa und Perry Geoffrey aufklären können, muss dieser nach Persien, um dort Pferde für die Truppen im Krimkrieg zu kaufen. Dort wird er durch einheimische Stämme angegriffen. Geoffrey kehrt nach Indien zurück, wird zum Major befördert und nach Chukoti, an der North West Frontier versetzt. Dort hat Elsas Vater das Kommando. Wieder gelingt es Geoffrey und Elsa nicht, sich zu versöhnen, denn Surat Khan greift die unterbelegte Garnison an. Der Khan bietet seinem Lebensretter an, ihn ziehen zu lassen. Beim folgenden Angriff können Geoffrey und Elsa entkommen, während Surat Khan die Angehörigen der Garnison und deren Familien massakrieren lässt.
Die Überlebenden von Geoffreys Regiment werden auf die Krim entsandt. Dort dient auch Geoffreys Bruder. Es kommt zur Schlacht von Balaklawa. Geoffrey tauscht die niedergeschriebenen Befehle von Sir Charles Macefield an den Kommandeur der leichten Brigade, Sir Benjamin Warrenton, mit seinen eigenen aus. Darin befiehlt Geoffrey einen Angriff auf russische Stellungen, die von Artillerie geschützt werden und in denen sich Surat Khan befindet. In einem Schreiben an Macefield erklärt Vickers seine Beweggründe. Geoffrey beauftragt seinen Bruder, den Brief zuzustellen. Die Schlacht verläuft zu Gunsten der Briten, die die russischen Artilleriestellungen erreichen und zerstören können. Dort stellt Geoffrey Surat Khan, der sich mit den Russen verbündet hat. Der Khan schießt Geoffrey nieder, gleichzeitig wird er von dessen Lanze getötet. Nachdem Macefield Geoffreys Brief erhalten hat, übernimmt er die Verantwortung für den Angriff. Er verbrennt den Brief, um Geoffreys Ruf zu wahren.

## Synchronisation
Es existieren zwei deutsche Synchronfassungen, die erste entstand bei der IFU – Internationale Film-Union AG, Remagen. Herbert W. Victor schrieb das Dialogbuch und Alfred Kirschner führte Regie.
| Rolle                  | Darsteller          | Synchronsprecher (1950) | Synchronsprecher (1989) |
| ---------------------- | ------------------- | ----------------------- | ----------------------- |
| Major Geoffrey Vickers | Errol Flynn         | Siegmar Schneider       | Sigmar Solbach          |
| Elsa Campbell          | Olivia de Havilland | Erika Georgi            | Katharina Lopinski      |
| Captain Perry Vickers  | Patric Knowles      | Ernst von Klipstein     | Friedrich Schwardtmann  |
| Sir Charles Macefield  | Henry Stephenson    | ?                       | Paul Bürks              |
| Sir Benjamin Warrenton | Nigel Bruce         | ?                       | Hans Jürgen Diedrich    |
| Colonel Campbell       | Donald Crisp        | ?                       | Ludwig Schütze          |
| Captain Randall        | David Niven         | ?                       | Klaus Nietz             |
| Surat Kahn             | C. Henry Gordon     | ?                       | Hartmut Reck            |
| Lady Octavia Warrenton | Spring Byington     | ?                       | Anita Höfer             |
| Sir Humphrey Harcourt  | E. E. Clive         | ?                       | Leo Bardischewski       |
| Major Puran Singh      | J. Carrol Naish     | ?                       | Hans-Rainer Müller      |
| Wesir                  | George Regas        | ?                       | Manfred Schmidt         |

## Kritiken
„In der längeren Fernsehfassung tritt die Anlehnung an das berühmte Gedicht von Alfred Tennyson (1809–1892) von den ‚Noble Six Hundred‘ deutlicher hervor, aber an der pathetischen Glorifizierung des Heldentods auf dem Schlachtfeld ändert sich dadurch nichts. Was immerhin bleibt, ist ein fulminanter Abenteuerfilm mit einem eindrucksvoll präsenten Star: Errol Flynn.“

„Unkritisches, aber grandioses Spektakel.“

## Auszeichnungen
Oscarverleihung 1937
- Oscar in der nicht mehr existierenden Kategorie Beste Regieassistenz für Jack Sullivan
- Oscarnominierungen in den Kategorien Bester Ton für Nathan Levinson und Beste Filmmusik für Max Steiner als Komponist und Leo F. Forbstein in seiner Eigenschaft als musikalischer Direktor

## Trivia
Bei den Dreharbeiten zu dem Film wurden 125 Pferde durch Stolperfallen zum Sturz gebracht. Davon wurden 25 sofort getötet oder mussten anschließend eingeschläfert werden, was den US-Kongress dazu brachte, neue Gesetze zum Schutz von Tieren bei Dreharbeiten herauszugeben. Auch ein Stuntman starb während der Dreharbeiten, als er bei einem kontrollierten Sturz vom Pferd in ein versehentlich liegen gelassenes Schwert stürzte. Kurz vor dem Sturz des Filmschurken vom Pferd sieht man, wie dasselbe einem auf dem Boden liegenden Statisten zumindest leicht gegen den Kopf tritt.
Die ca. 1,2 Millionen US-Dollar teure Produktion der Warner Bros. wurde komplett in Kalifornien gedreht, wobei die Szenen am Khyber Pass in den Sierra Nevada Mountains gedreht wurden.
Obwohl die beste Filmmusik für den Oscar nominiert wurde, sollte im Falle des Sieges der musikalische Direktor Leo F. Forbstein und nicht der Komponist Max Steiner, der im Vorjahr den Oscar in der Kategorie gewann, entgegennehmen.
Mit dem Filmtod Flynns ist ein Fehler verbunden: Zuerst sieht man ihn zu Boden stürzen, wobei sein Kopf gegen liegende Lanzen oder Fahnenstangen stößt, dahinter ein Sack. In der nächsten Sekunde sind diese Dinge verschwunden und hinter Flynns Kopf liegt ein Gefallener.
Errol Flynns Double bei den Reitszenen war Yakima Canutt. Militärischer Berater des Films war Captain E. Rochfort-John.
1968 inszenierte Tony Richardson einen historisch genaueren Film mit dem gleichen Originaltitel. (Der Angriff der leichten Brigade).
Verschiedene Ausschnitte des Films wurden im Musikvideo für Iron Maiden’s Lied „The Trooper“ verwendet.

## Geschichtlicher Hintergrund und Differenzen
Die Schlacht von Balaklawa fand am 26. Oktober 1854 während der Belagerung von Sewastopol im Krimkrieg statt. Als Gegner standen sich eine Allianz aus 20.000 Briten, Franzosen und Osmanen auf der einen Seite und 23.000 Russen auf der anderen Seite gegenüber. Die im Film dargestellte Attacke der Leichten Brigade fand dabei verlustreich statt. Die Schlacht endete unentschieden, wobei die Alliierten 600 und die Russen 1.000 Mann Verluste davontrugen.
Im Gegensatz zur Handlung des Films war die Attacke der leichten Brigade aber kein Racheakt für ein Massaker Surat Khans. Der Sturm auf die russischen Stellungen wurde durch Kommunikationsfehler ausgelöst, nicht durch bewusste Manipulation. Der Angriff war auch nicht, wie im Film beschrieben, entscheidend für den Ausgang des Krimkrieges.
Tatsächlich handelnde Personen wurden fiktiven Rollen des Films zugeordnet. Die Position Louis Edward Nolans beim Angriff entspricht wohl Geoffrey Vickers, James Brudenell, 7. Earl of Cardigan ist Sir Benjamin Warrenton und die Rolle von Richard Airey, 1. Baron Airey stellt Sir Charles Macefield dar. Lediglich Lord Raglan heißt tatsächlich Lord Raglan.